# Thrasivoulos Zaimis

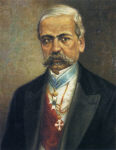
Thrasivoulos Zaimis.

Thrasivoulos Zaimis (Grieks: θρασυβουλος Ζαίμης) (Kalavrita, Griekenland, 22 oktober 1822- 27 oktober 1880) was een Grieks politicus en twee keer premier van Griekenland.
Zaimis was de zoon van vrijheidsstrijder Andreas Zaimis, die van 1826-1827 hoofd van de Voorlopige regering was. Hij studeerde rechten in Frankrijk. Zijn zoon Alexandros werd later ook premier en president van Griekenland.
Zijn politieke carrière begon in 1850 toen hij verkozen werd als lid van het Parlement van Griekenland. Tijdens zijn parlementaire loopbaan werd hij vier keer tot parlementsvoorzitter verkozen.
Ook werd hij enkele keren minister. In 1864 vertegenwoordigde hij Griekenland om met Groot-Brittannië te onderhandelen over de Ionische eilanden.
Van 1869-1870 en van 1871-1872 was hij twee keer premier.
- Gemeinsame Normdatei: 1081914521
- Virtual International Authority File: 136145542685596642459